# Канфен, Паскаль
Паска́ль Канфе́н (фр. Pascal Canfin; род. 22 августа 1974, Аррас) — французский политик, член партии «Вперёд, Республика!», депутат Европарламента.

## Биография
Родился 22 августа 1974 года в семье муниципального депутата Арраса. Окончил Институт политических исследований в Бордо, в 2004—2009 годах сотрудничал в ежемесячнике Alternatives économiques. В 2001 году вступил в партию «Зелёных», в 2009 году избран в Европейский парламент.
В 2012—2014 годах занимал должность министра-делегата международного развития в правительствах Жана-Марка Эро и вместе с Сесиль Дюфло отказался от участия в правительстве Мануэля Вальса, сочтя его недостаточно левым.
В 2014—2015 годах являлся старшим советником по климату в Институте мировых ресурсов, в 2016—2019 годах возглавлял французское отделение Всемирного фонда дикой природы. По итогам европейских выборов 2019 года избран в Европарламент по списку сторонников президента Макрона «Возрождение».